# フィリップ・プラディロール
フィリップ・プラディロール（Philippe Pradayrol 1966年6月16日-1993年) はフランスのアヴィニョン出身の柔道選手。現役時代は60kg級の選手。身長170cm。体重66kg。

## 人物
1986年にフランス国際で3位に入ると、ヨーロッパジュニアでは優勝した。1988年にはフランス国際で優勝するが、ソウルオリンピックには出場できなかった。1990年にはヨーロッパ選手権で優勝すると、翌年には2連覇を果たした。世界選手権でも3位となった。1992年のバルセロナオリンピックでは準々決勝で敗れると、その後の3位決定戦でも世界チャンピオンの越野忠則に内股で敗れて5位に終わった。1993年に27歳で死去した。

## 主な戦績
- 1986年 - フランス国際　3位
- 1986年 - ヨーロッパジュニア　優勝
- 1988年 - フランス国際　優勝
- 1989年 - フランス国際　3位
- 1989年 - ヨーロッパ選手権　3位
- 1990年 - フランス国際　2位
- 1990年 - 東ドイツ国際　優勝
- 1990年 - ヨーロッパ選手権　優勝
- 1991年 - ハンガリー国際　2位
- 1991年 - ヨーロッパ選手権　優勝
- 1991年 - 世界選手権　3位
- 1992年 - フランス国際　2位
- 1992年 - ヨーロッパ選手権　2位
- 1992年 - バルセロナオリンピック　5位
- 1993年 - 世界選手権　7位